# Thelotrema stenosporum
Thelotrema stenosporum är en lavart som beskrevs av Zahlbr. 1944. Thelotrema stenosporum ingår i släktet Thelotrema och familjen Thelotremataceae.   Inga underarter finns listade i Catalogue of Life.